# Fédération générale des fonctionnaires - Force ouvrière
Pour les articles homonymes, voir FGF.
La Fédération générale des fonctionnaires - Force ouvrière (FGF FO) rassemble et coordonne l'action des syndicats Force ouvrière de fonctionnaires et d'agents publics de l'État et de ses établissements publics, à l'exception de ceux de La Poste et de France Télécom qui relèvent d'une autre structure, FO communication.

## Historique
La Fédération générale des fonctionnaires FO est issue de la Fédération nationale des associations professionnelles des employés de l’État, des départements et des communes fondée en décembre 1909, qui rejoint la CGT une première fois en 1920, qu'elle quitte pour sauvegarder son unité et qu'elle retrouve définitivement en décembre 1927. Elle devient alors Fédération des services administratifs puis en mai 1929 Fédération générale des fonctionnaires (FGF) enfin en mars 1946 Union générale des Fédérations de Fonctionnaires.
Lors de la scission de 1948, en dehors des postiers qui se divisent et des enseignants qui choisissent l’autonomie, une majorité de syndicats (notamment aux Finances et aux Travaux publics) opte pour Force ouvrière. Les fédérations de fonctionnaires reconstituées s’allient avec la Fédération syndicaliste des PTT-FO dans un comité interfédéral. À la fin de 1953, les PTT reprennent leur autonomie et le congrès constitutif de la Fédération générale des fonctionnaires FO a lieu le 27 octobre 1953 au Palais de la Mutualité à Paris. Pierre Tribié est élu secrétaire général et occupe cette fonction jusqu'en 1973.
FO est à l'origine, avec la FEN, de la pratique conventionnelle dans la fonction publique après les événements de 1968, à une époque où la CFDT et la CGT pratiquent l'unité d'action sur une ligne d'opposition systématique

## Organisation
La FGF-FO est une structure fonctionnelle qui coordonne les organisations syndicales de fonctionnaires, leurs revendications et les représente auprès des Pouvoirs publics, notamment auprès du Ministère de la Fonction publique et la Direction Générale de l’Administration et de la Fonction publique (DGAFP).
La Fédération générale des fonctionnaires - Force ouvrière comprend
- la Fédération F.O des personnels des services publics et des services de santé (FO SPS)
- la Fédération de l'administration générale de l'État (FAGE - FO)
- la Fédération nationale de l'enseignement, de la culture et de la formation professionnelle - FO (FNEC-FP FO)
- la Fédération des Finances FO
- la Fédération de la défense, des industries de l'armement et secteurs assimilés (FEDIASA-FO)
- la Fédération FO des syndicats du Ministère de l'Intérieur
- la Fédération de l'Équipement, de l'Environnement, des Transports et des Services (FEETS FO)[11]

Les orientations de la Fédération générale des fonctionnaires - Force ouvrière sont définies à l’occasion de ses congrès où sont représentées, outre les syndicats fédérés, les sections départementales de la FGF-FO. Les congrès se réunissent tous les trois ans. Dans l’intervalle des congrès, se tient un Conseil fédéral (Syndicats/Fédérations et Sections départementales FGF). La Fédération est administrée par un bureau fédéral et un secrétariat permanent qui assurent l’exécution des décisions prises par le congrès et le conseil fédéral.
Son siège est situé 46 rue des Petites-Écuries, Paris.
La Fédération générale des fonctionnaires - Force ouvrière édite une revue trimestrielle, La Nouvelle Tribune.
La Fédération générale des fonctionnaires Force Ouvrière adhère à l'Union interfédérale des agents de la Fonction publique Force Ouvrière (UIAFP-FO). Elle est affiliée à l'Internationale des services publics (ISP) et à la Fédération syndicale européenne des services publics (FSESP).

## Congrès
- Ier congrès le 27 octobre 1953 à Paris
- IIe congrès
- IIIe congrès: les 29 et 30 janvier 1957 à Puteaux
- IVe congrès: du 23 au 25 novembre 1959 à Puteaux
- Ve congrès: du 26 au 28 novembre 1963 à Puteaux
- VIe congrès: les 8 et 9 mars 1966 à Clichy
- VIIe congrès: du 25 au 27 novembre 1969 à Paris
- VIIIe congrès: du 28 au 30 novembre 1972 à Paris
- IXe congrès: du 2 au 4 décembre 1975 à Montrouge
- Xe congrès: du 6 au 8 juin 1978 à    Limoges
- XIe congrès
- XIIe congrès
- XIIIe congrès: du 24 au 27 novembre 1987 à Villeurbanne
- XIVe congrès: avril 1991 à  La Rochelle
- XVe congrès: du 17 au 20 mai 1994 à Metz
- XVIe congrès: du 10 au 13 juin 1997 à Saint-Malo
- XVIIe congrès: du 6 au 9 juin 2000 à Beaune
- XVIIIe congrès: juin 2003 à Angers
- XIXe congrès: du 29 mai au 2 juin 2006 à Pau
- XXe congrès: du 23 au 27 novembre 2009 à Tours[13]
- XXIe congrès: du 25 au 29 mars 2013 à Nîmes[14]
- XXIIe congrès: du 13 au 17 mars 2017 à Arras
- XXIIIe congrès:14 au 17 juin 2021 à Nancy

## Secrétaires généraux
- Pierre Tribié: 1953-1973[15]
- André Giauque: 1973-1987[16]
- Roland Gaillard: 26 novembre 1987[17]-2003[18]
- Gérard Noguès: juin 2003-2008
- Anne Baltazar: 26 janvier 2009[19]-2012
- Christian Grolier : 2 avril 2012[20]-

## Représentativité
Avec 192 802 voix (soit 16,6 % des suffrages exprimés) obtenues aux élections professionnelles d'octobre 2011, Force ouvrière est devenue la première organisation syndicale de la fonction publique de l'État devant la FSU (183 800 voix soit 15,8 %) et la CGT (183 541 voix soit 15,8 % des suffrages exprimés).
Lors des élections professionnelles de 2014, Force Ouvrière obtient 189 883 voix soit 17 % du personnel de la fonction publique d'État, ce qui représente une progression de 0,4 % par rapport à 2011. Elle prend ses distances avec la deuxième organisation syndicale (+ 1,4 % par rapport à la FSU).

## Lien extérieur
- Site officiel de la Fédération générale des fonctionnaires Force ouvrière